# Aleksandr Goldin
Aleksandr Goldin (nascut el 27 de febrer de 1965) és un jugador d'escacs rus, que té el títol de Gran Mestre des de 1989. Goldin va jugar sota bandera soviètica, posteriorment sota bandera israeliana entre 1999 i 2001, i finalment sota bandera dels Estats Units, país on resideix actualment.
Tot i que està pràcticament inactiu des de 2012, a la llista d'Elo de la FIDE de l'octubre de 2020, hi tenia un Elo de 2542 punts, cosa que en feia el jugador número 36 dels Estats Units. El seu màxim Elo va ser de 2630 punts, a la llista de gener de 2002 (posició 61 al rànquing mundial).

## Resultats destacats en competició
Fou primer ex aequo de la semifinal del Campionat soviètic a Sebastòpol 1986 (classificatori per la Primera Lliga de 1987). D'altres grans èxits inclouen la victòria al Philadelphia World Open els anys 1998 i 2001. El 2003 fou campió panamericà, amb la mateixa puntuació que Giovanni Vescovi, a Buenos Aires.
En competicions per equips, va jugar al tercer tauler dels Estats Units a l'Olimpíada de Calvià de 2004, on hi assolí un 65% de la puntuació.